# Хелмштат
Хелмштат (њем. Helmstadt) град је у њемачкој савезној држави Баварска. Једно је од 52 општинска средишта округа Вирцбург. Према процјени из 2010. у граду је живјело 2.603 становника. Посједује регионалну шифру (AGS) 9679144.

## Географски и демографски подаци
Хелмштат се налази у савезној држави Баварска у округу Вирцбург. Град се налази на надморској висини од 301 метра. Површина општине износи 22,8 km². У самом граду је, према процјени из 2010. године, живјело 2.603 становника. Просјечна густина становништва износи 114 становника/km².

## Међународна сарадња
| Мјесто           | Држава  | Врста сарадње | Од    |
| ---------------- | ------- | ------------- | ----- |
| Кјузи дела Верна | Италија | партнерство   | 1990. |
| Извор            |         |               |       |